# 杉田陽平
杉田 陽平（すぎた ようへい、1983年（昭和58年）10月28日 - ）は、日本の画家、現代美術家。武蔵野美術大学造形学部油絵科卒業、三重県津市生まれ、血液型はB型。身長178cm。

## 概要
1983年（昭和58年）三重県津市生まれ。2008年に武蔵野美術大学造形学部油絵科を卒業。
主な展覧会に個展「曇り空の中に、どこまでも鮮やかな色を探して」（2022年、GALLERY X BY PARCO：渋谷PARCO）など。また、受賞歴も「シェル美術賞2007」（中井康之審査員賞）などがある。
個人活動とは別にアート集団「じゃぽにか」の一員の顔も持つ。

## 経歴
三重県津市生まれ。三重県立飯野高等学校応用デザイン科卒業後、武蔵野美術大学造形学部油絵科在学中に新しい絵画を次々に考案し、様々な絵画コンクールで受賞を重ね本格的にプロの画家活動に専念していく。
石原慎太郎などの著名人も作品を高く評価し、完売作家の異名を持つ。
Amazonプライム・ビデオの婚活サバイバル番組『バチェラー・ジャパン』の男女逆転版として、2020年10月9日-2020年10月30日に配信された『バチェロレッテ・ジャパン シーズン1』の男性参加者17名のうちの1人に選ばれた。
2020年（令和2年）10月30日にYouTubeチャンネル『杉ちゃんのカラフル日記』を開設。
2021年（令和3年）4月7日からTOKYO MX『5時に夢中!』水曜コメンテーターに就任。2021年9月末まで務めた。

## 作風
絵の具の皮をまとったキャンパス、歯科技工士の使う溶剤での立体成型など、意表をつく。決まった型を持たないのがモットー。その反面、しっかりと美術の知識と美術史への感性を持つ。
画材の持つ可能性を最大限に活用した表現で、抽象画や具象画など幅広く野心的な作品を作り出すことが特徴。
例えばパレットの上に盛った絵の具は無造作に置かれているが、それをパレットから剥がして作品として作り上げるなど。今までの発想では出来なかったような画材の可能性に発展。固形化させた絵の具でさえも画材として使うこともある。そうすることで、具象として作る作品が、抽象的にも見える錯覚を呼び起こし、抽象と具象が共存しているかのように映る。
展示されるギャラリー空間や環境によって多種多様に作風を変化させるのが大きな特徴であるが、一貫して絵画の本質そのものを問う。
初期の頃は、アクリル絵具の皮をコラージュして制作する風景画やポートレートを描いていたが、近年は「未知なる絵画をつくる」をテーマに、鑑賞者の既成概念を揺り動かす独特のフォルムの抽象画作品などを制作している。

## じゃぽにか
2002年（平成14年）に美術予備校の新宿美術学院で知り合った同期生6人で、アート集団「じゃぽにか」を結成。
構成要員は「アルシン」「ダイスケ」「サー君」「ゴロー」「杉様」「ともちゃん」の6人、芸術家としての活動をスタートした。
杉田は「じゃぽにか」内で、“杉様”と呼ばれ、キレキャラを担当することが多い。

## 主な個展
- 『happy painting』、トーキョーワンダーサイト本郷　東京（2005年8月20日-2005年9月4日）[9]
- 『杉田陽平展』ギャラリーアートポイント 銀座、東京（2006年4月7日-  2006年4月22日）[10]
- 『トーキョーワンダーウォール都庁2008 －杉田陽平－展』、東京都庁第一本庁舎3階南側空中歩廊（2008年）
- 『platonic painting』、Gallery MoMo両国　東京（2008年）
- 『emotional wild』、Gallery4walls　韓国･ソウル市（2010年）
- 『Ecce Homo』、ZEN FOTO GALLERY　東京（2011年11月4日-2011年11月24日）[11]
- 『めぐり逢う時間達』、Sprout Curation　東京（2012年4月21日-2012年5月26日）[12]
- 『BLACK SWAN』、MEGUMI OGITA GALLERY　東京（2013年1月24日-2013年2月2日）[13]
- 『はてしない物語』、渋谷西武美術画廊　東京（2013年6月18日-2013年6月30日）[14]
- 『ラビット・アイズ』、Maki Fine Arts　東京（2013年11月30日-2013年12月22日）[15]
- 『鎌倉現代コレクションと作家　杉田陽平新作発表会』みんなのギャラリー　東京（2014年4月19日-2014年4月30日）[16]
- 『もしも、印象派と具体美術が心地よい関係を保ったなら』みんなのギャラリー　東京（2015年5月15日-2015年5月25日）[17]
- 『the intergalactic』、MEGUMI OGITA GALLERY　東京（2016年3月11日-2016年3月26日）[18]
- 『絵画の花びら』、H.P.FRANCE WINDOW GALLERY　東京（2017年3月27日-2017年4月21日）[19]
- 『出逢い、空間、誘惑、そして』、DMO ARTS　大阪（2017年10月27日-2017年11月9日）[20]
- 『天才の絵画は、アトランティスに夢を見る。』、GALLERY TAGBOAT 東京（2017年11月17日-2017年11月30日）[21]
- 『杉田陽平展 マテリアル・ワールド』、GALLERY TAGBOAT 東京（2019年3月15日-2019年4月18日）[22]
- 『inspiration』アートフェア東京2021　みんなのギャラリーブース　東京（2021年3月19日-2021年3月21日）[23]
- 『眩しい煌めきと色彩の言葉達』DAIMARU 東京店（プレ展示：2021年7月7日-2021年7月13日　本会期：2021年8月４日-2021年8月10日）[24]
- 『朝起きた時、そこにアートがあれば』ジェイアール名古屋タカシマヤ　名古屋（2021年10月30日-2021年11月8日）[25]
- 『曇り空の中に、どこまでも鮮やかな色を探して』渋谷パルコ GALLERY X 東京（2022年2月18日-2022年2月28日）[26]
- 『色彩が、あなたの特別な言葉になれたなら』心斎橋パルコ　大阪（2022年6月15日-2022年6月20日）[27]
- 『 その色、空から舞い降りて。』岩田屋本店　福岡（2022年8月17日-2022年8月23日）[28]
- 『色の雫、形の空、光の線』伊勢丹立川店　東京（2022年10月12日-2022年10月17日）[29]
- 『杉田陽平　CHRISTMAS EXHIBITION 2022』西武池袋本店　東京（2022年12月14日-2022年12月21日）[30]
- 『ART SHINSAIBASHI コンテンポラリーアートコレクション《現代アートの人気作家たち》杉田陽平特集』心斎橋パルコ　大阪（2023年6月15日～2023年6月20日）[31]
- 『東武　秋の絵画市　2023　杉田陽平絵画展　-キャンバスが光と色彩の窓に変わる時-』東武百貨店池袋店　東京（2023年10月12日-2023年10月17日）[32]
- 『ART@FUKUOKA Contemporary Arts Exhibition 2023  SPECIAL FEATURE 01 杉田陽平〈巡り逢う色彩の中で〉』大丸福岡天神店　福岡（2023年10月18日-2023年10月30日）[33]
- 『THE DEEP　絵具の海にダイブする！』Lurf MUSEUM / ルーフミュージアム　東京（ 2024年2月9日- 2月27日）[34]
- 『朝起きた時、そこにアートがあればII』ジェイアール名古屋タカシマヤウォッチメゾン　名古屋（2024年8月17日-2024年8月25日）[35]
- 『杉田陽平展　名画と花の織りなす物語』銀座三越7階ギャラリー　東京（2024年10月16日-2024年10月21日）[36]
- 『Over the Frame』THE HARMONYST　東京（2024年12月13日-2024年12月30日）[37]
- 『杉田陽平展～眩しい朝の色彩～』松坂屋名古屋店 本館8階 ART HUB NAGOYA open gallery（2025年4月23日-2025年4月29日）[38]

## 主なグループ展
- 『STRENGER PRPJECT Part1杉田陽平 & 卯野夏子 展』 ギャラリー・ストレンガー 麻布十番　東京(2008年7月11日-2008年8月9日)[39]
- 『ミリアム・アイケンス&杉田陽平 展』、ギャラリーストレンガー　麻布十番　東京（2009年7月18日-2009年8月8日）[40]
- 『ART In The SKY』 天野太郎キュレーション　新丸の内ビルディング　東京（2009年10月16日-2009年10月25日）[41]
- 『山本冬彦コレクション展』佐藤美術館　東京（2010年1月14日-2010年2月21日）[42]
- 『トーキョーワンダーウォール10周年記念展』東京都現代美術館　東京(2010年5月29日-2010年6月20日)[43]
- 『鎌倉現代アートプロジェクト』　Niche Gallery　東京（2011年12月9日-2011年12月11日）[44]
- 『アートをうちに持ち帰る、楽しくて、温かい毎日が始まる。石鍋博子キュレーション』銀座三越8階ギャラリー　東京（2012）[45]
- 『KISS THE HEART♯2』日本橋三越本店　東京（2013年3月16日）[46]
- 『CROSSOVER』AKI Gallery 台湾（2013年）[47]
- 『中之条ビエンナーレ2015』群馬（2015年9月12日-10月12日）[48]
- 『ブレイク前夜〜次世代の芸術家たち〜PartⅡ』Bunkamura Gallery　東京（2018年2月24日-3月4日）[49]
- 『TOKYO ILLUSION』台中アートセンター　台湾（2018年7月28日~２か月間）[50]
- 『ブレイク前夜展』MEDEL GALLERY SHU 東京（2018年7月30日-2018年8月5日）[51]
- 『ブレイク前夜〜次世代の芸術家たち〜Part II』六本木ヒルズA/Dギャラリー 東京（2019年1月30日-2019年2月5日）[52]
- 「ブレイク必至　期待の若手アーティスト展」大丸東京店　10階　美術画廊　東京（2019年10月5日-2019年10月9日）[53]
- 『阪急×アートコレクターズ　ニュースター達の美術展2020』阪急うめだギャラリー、アートステージ　大阪（2020年1月8日-2020年1月13日）[54]
- 『2020 GINZA SIX ブレイク前夜展PartⅡ』Artglorieux(アールグロリュー）銀座six内　東京（2020年1月30日-2020年2月5日）[55]
- 『Artglorieux POP UP STORE』大丸東京店1F  東京（2021年2月3日-2021年2月9日）[56]
- 『ART! ART! OSAKA@ブレイク前夜』大阪大丸梅田店　大阪（2021年4月21日-2021年4月25日　ただし緊急事態宣言のため24日で終了）[57]
- 『ART FAIR ASIA FUKUOKA 2021』博多阪急　福岡（2021年9月22日-2021年9月26日）[58]
- 『ART SHINSAIBASHI コンテンポラリーアートコレクション』大丸心斎橋店・心斎橋PARCO 大阪（2022年1月15日-2022年1月22日）[59]
- 『ART TAIPEI 台北國際藝術博覽會 2023』台北世界貿易センター展示場　川田画廊ブース　台湾（2023年10月20日-2023年10月23日）[60]
- 『Christmas Art 100』伊勢丹立川店　東京（2023年11月29日-2023年12月12日）[61]
- 『PURE展』PLAT SHIBUYA　東京（2024年7月26日-2024年7月28日）[62]
- 『SUMMER VACATION Art 100～100人の作家による100のストーリー～』伊勢丹立川店　東京（2024年8月21日-2024年9月3日）[63]
- 『2024 Christmas Art 100』伊勢丹立川店　東京（2024年11月20日-2024年12月3日）[64]

## 主な受賞歴
- 『トーキョーワンダーウォール賞』（2004年、2007年、2008年）[65]
- 『ワンダーseed2005』石原慎太郎氏買い上げ（2005年）[66]
- 『ウェイン・クロザース賞』（2005年）[67]
- 『GEUSAI9特別審査員賞』（2006年）[68]
- 『リキテックス賞』（2006年）[69]
- 『ワンダーseed2007』塩原将司氏買い上げ（2007年）[70]
- 『シェル美術賞2007 中井康之審査員賞』昭和シェル石油株式会社買い上げ（2007年）[71]
- 『第22回ホルベイン・スカラシップ奨学生』（2007年）[72]
- 『via art2007 シンワアートミュージアム　ポーラ美術館御子柴大三審査員賞、コレクター田中早苗審査員賞、柳画廊野呂好彦審査員賞』（2007年）
- 『トーキョーワンダーシード』（2008年、2009年）[73][74]
- 『丸山直文研究室賞』武蔵野美術大学（2008年）
- 『ART AWARD TOKYO 2008』（2008年）[75]
- 『シンジュク アート インフィニティ』（2008年）[76]
- 『三菱商事アート・ゲート・プログラム』（2009年、2010年、2011年）
- 『第５回タグボートアワード 平面作品部門賞』（2010年）[77]
- 『未来の巨匠たち』主催：メリルリンチ日本証券株式会社（2010年）
- 『Kawaii賞展 2010』（2010年）
- 『第4回アーティクル賞 塩原将志審査員賞』（2011年）[78]
- 『清須市第7回はるひ絵画トリエンナーレ 佳作』（2012年）
- 『第17回岡本太郎現代芸術賞 特別賞』（2013年）じゃぽにかとして受賞[79]。
- 『FACE展2014 損保ジャパン美術賞 入選』（2014年）[80]
- 『第3回 四万十映画祭最優秀賞』キービジュアルアートワークで参加（2018年）[81]

## その他の活動
- 2012年、横須賀美術館『L'Arc〜en〜Ciel 20th L'Anniversary EXHIBITION展』にアートワーク提供
- 2013年、日本橋三越本店のショーウインドーを発表の場とする『KISS THE HEART #2』で作品展示
- 2013年、髙島屋『ART ゆかた10』に参加
- 2013年、単行本『仕事や人生や未来について考えるときにアーティストが語ること ─あなたはなぜつくるのですか? 』の参加アーティストに名を連ねる[82]
- 2013年、東本三郎による映画『狼の詩』に美術提供
- 2015年、HAIIRO DE ROSSIのBEST＆MIXCDのジャケットアートワークを担当
- 2016年、現代アートセミナー『アートの価値とコレクションについて』に登壇
- 2017年、伊勢丹新宿店のnight partyにライブペインターとして参加
- 2017年、『Independent TOKYO 2017』にてゲストアーティストライブペインティング
- 2017年、『青参道アートフェア2017』にてライブペインティング
- 2017年、HOLBEIN OPEN STADIO（ライブペインティング）（2017年10月19日-2017年10月22日）[83]
- 2017年、アート札幌2017（アートフェア）CROSS HOTEL SAPPORO 北海道（2017年11月25日-2017年11月26日）[84]
- 2018年、ワンピース倶楽部勉強会ゲストアーティスト（2018年6月）[85]
- 2018年、トークショー登壇　”コレクターの本音、アーティストの本音” 場所3331art chiyoda（2018年6月25日）[86]
- 2018年、カオスラウンジ主催”現代美術ヤミ市”（2018年7月21日-2018年7月22日）[87]
- 2018年、上海アートフェア〔三菱商事アートゲートプログラムMAGP推薦〕（2018年11月9日-2018年11月11日）[88]
- 2019年、ワンアート台北　台湾[89]
- 2019年、アートフィリピン（2019年２月22日-2019年2月24日）[90]
- 2019年、アートセントラル香港 中国[91]
- 2019年、アートフェア東京（2019年3月７日-2019年３月10日）[92]
- 2019年、アート大阪（2019年7月5日-2019年7月7日）[93]
- 2019年、アート台中　台湾（2019年7月19日-2019年7月21日）[94]
- 2019年、倉本美津留氏のKOREYANに出品（2019年9月）[95]
- 2019年、アート深圳　中国[96]
- 2020年、「ONE ART TAIPEI 2020」台北西華飯店　秋華洞ブース　台北（台湾）（2020年1月17日-2020年1月19日）[97]
- 2020年、 阪急メンズ東京リニューアル一周年記念 福袋「Art Happy Bag vol.1」「Art Happy Bag vol.2」発売（2020年2月、3月）[98]
- 2020年、表現者ビジネスカレッジ　オンラインセミナー　登壇（2020年5月22日）[99]
- 2020年、ワンピース倶楽部勉強会ゲストアーティスト（2020年9月25日-2020年9月27日）[100]
- 2020 年、Ameba 「オフィシャルブログ」に移行（2020年10月29日）[101]
- 2020年、アメブロ新登場ランキング１位獲得（2020年10月）[102]
- 2020年、アメブロBest Rookie Award 10月度Rookie賞受賞（2020年11月17日）[103]
- 2020年、ブランドコンサルティングファーム株式会社Queと業務提携（2020年11月4日）[104]
- 2020年、Independent Tokyo 2020 ゲストトークイベント「ニュータイプの画家について」登壇、ブースの審査員　就任（2020年12月19日）[105]
- 2020年、杉田陽平オフィシャルサイト開設（2020 年10月）[106]
- 2021年、「LAFORET GRAND BAZAR 2021 WINTER」期間中　２FのGOOD MEAL MARKETにて薔薇のアート作品を展示、「ワンポイントアート付きサイン」プレゼントキャンペーン（2021年1月16日-2021年1月24日）[107]
- 2021年、アートとビジネスの融合空間：松戸スタートアップオフィス2月度オンラインセミナー『現代アーティスト杉田陽平さんの世界観とセルフプロデュース力』登壇（2021年2月6日）[108]
- 2021年、BASSDRUM 技術実装コンサルティングイベント「フィージビリティ＃２」出演（2021年2月24日）[109]
- 2021年、イタリアンレストラン『comodo虎ノ門』アートプロデュース（2021年3月4日）[110]
- 2021年、「YOHEI SUGITA ARTWORK 2005-2020作品集」発売（2021年6月7日）[111]
- 2021年、作品集刊行記念オンライントークイベント開催、Cafe Lounge BONART（2021年6月5日）[112]
- 2021年、作品集刊行記念WEBサイン会、京都大垣書店オンライン（2021年6月1日-2021年6月12日）[113]
- 2021年、作品集刊行記念オンライントーク、ジュンク堂書店池袋本店（2021年6月5日）[114]
- 2021年、作品集刊行記念オンライントークイベント、代官山蔦屋書店（2021年7月3日）[115]
- 2021年、Any Kobe with Arts 2021 講演会&ライブペインティング　登壇（2021年9月18日、19日）[116]
- 2021年、Amazonプライム・ビデオ　バチェラージャパン4 Twitter公式ブランド絵文字制作（2021年10月22日）[117]
- 2021年、ジェイアール名古屋タカシマヤでの個展開催記念　黄皓氏とのスペシャルトークショー(2021年11月2日)[118]
- 2021 年、Amazon プライム・ビデオ　バチェラージャパン4　エピソード９出演（2021年12月16日）[119]
- 2021 年、バチェラー・ジャパン４　バチェラー座談会最終回　シークレット電話ゲスト出演（2021年12月19日）[120]
- 2022年、ライブペインティング&トークショー　心斎橋PARCO（2022年1月15日、16日）[121]
- 2022年、松戸スタートアップオフィス/こしかけ企画主催5月度起業・創業オンラインセミナー「『感性・感覚を語る夜』〜アートで日常を健やかに幸せに〜」特別対談ゲストとして登壇（2022年5月7日）[122]
- 2022年、木梨憲武展 Timing -瞬間の光り- 東京会場（上野の森美術館）で木梨憲武氏との共作展示（2022年6月4日-2022年6月26日）[123]
- 2022年、津田寛治氏と対談　ビストロ・ヴィヴァンにて[124]
- 2022年、FMたちかわ×伊勢丹立川店スペシャルDJイベントの特別企画　スぺシャルゲスト出演（2022年10月10日）[125]
- 2022年、リサイクルバックペインティング（伊勢丹立川店）（2022年10月12日）[126]
- 2022年、子どもとライブペインティング（伊勢丹立川店）（2022年10月16日）[127]
- 2022年、【西武・そごう】クリスマスアートワーク「COLORFUL ART CHRISTMAS 2022  色鮮やかなクリスマスを、あなたと。created by 杉田陽平」（2022年11月1日-2022年12月25日）[128]
- 2022年、ライブペインティング＆トーク、キャンバスアート販売&サイン会（そごう千葉店）（2022年12月4日）[129]
- 2022年、こどもお絵かきワークショップ（西武池袋本店）（2022年12月17日）[130]
- 2022年、ライブペインティング＆トーク（西武池袋本店）（2022年12月17日）[131]
- 2022年、キャンバスアートサイン会（西武池袋本店）（2022年12月17日-2022年12月18日）[132]
- 2022年、来店イベント（Petit Musee ABSTRAIT・宮城県仙台市）（2022年12月22日）[133]
- 2023年、あいにゃん×杉田陽平トークイベント「I &YOU」（高円寺pundit）（2023年1月21日）[134][135]
- 2023年、あしたの東京プロジェクト「東京ランタンセレモニー」ゲスト参加　オリジナルアートランタン制作（東京都/東京観光財団）（2023年2月11日）[136]
- 2023年、311チャリティオークション&来店イベント（Petit Musee ABSTRAIT・宮城県仙台市）（2023年3月11日）[137]
- 2023年、アートとビジネスの融合空間：松戸スタートアップオフィス5月度セミナー『美術という白い壁の向こう側』登壇（2023年5月21日）[138]
- 2023年、NFTアート作品『Abstracted Hokusai』を「OpenSea」で販売開始（2023年5月24日）[139]
- 2023年、第2回スナックマミ（倉田茉美さんイベント）スペシャルゲスト（Bar錦糸町劇場NIKA）（2023年5月28日）[140]
- 2023年、アート&デザイン2023 大人の芸術祭［&TALK］ 武蔵野美術大学の卒業生を中心としたクロストークショー　杉田陽平 & 中島健太【同級生2人が語る、挑戦と現在】登壇（武蔵野美術大学　市ヶ谷キャンパス）（2023年8月6日）[141]
- 2023年、ワークショップ&プチ個展”光の庭で会いましょう”開催（ PettitMuseeABSTRAIT ・宮城県仙台市）（2023年8月12日-2023年8月27日）※ワークショップは初日のみ開催[142]
- 2023年、お台場ランタンイベント～杉田陽平さんと楽しむアートなランタンイベント～（2023年9月2日）[143]
- 2023年、HOTSOX×文化服装学院　プロモーションバトルのキックオフイベント登壇（2023年11月9日)[144]
- 2023年、クリスマスミニ作品の展示販売＆ライブペインティング（ PettitMuseeABSTRAIT ・宮城県仙台市）（2023年12月16日）[145]
- 2024年、311チャリティーオークション&ライブペインティング、チャリティー個展”海と花”開催（PettitMuseeABSTRAIT ・宮城県仙台市）（2024年3月10日-2024年3月17日）※ライブペインティングは初日のみ開催[146]
- 2024年、伊藤忠都市開発のマンションブランド「クレヴィア」サンクスフェスタ ライブアートパフォーマンス登壇（2024年3月30日）[147]
- 2024年、ワークショップ&プチ個展”光の庭で会いましょう2024”開催（ PettitMuseeABSTRAIT ・宮城県仙台市）（2024年8月10日-2024年8月17日）※ワークショップは初日のみ開催[148]

## メディア出演

### テレビ
- 特報首都圏『オリジナルって何だ？～揺れる表現の現場～』（NHK総合）
- スッキリ!!（日本テレビ）
- FNNスーパーニュース（フジテレビ）
- 情報プレゼンター とくダネ!（フジテレビ）
- ブレイク前夜～次世代の芸術家たち～（BSフジ）
- 5時に夢中!（TOKYO MX）
- ONE hour Sense-1Hセンス（フジテレビ）[149]

- 開運！なんでも鑑定団（テレビ東京）[150]
- のぞき見ドキュメント100カメ「家族会議2020冬」（NHK総合）[151]
- 日曜はカラフル！！！（TOKYO MX）[152]
- Go NEXT−未来へ駆け抜ける−（TBSテレビ）[153]
- バラいろダンディ（TOKYO MX）[154]
- 木に梨はなる〜頭の中の大宇宙〜（WOWOW）[155]
- ぐっと（中京テレビ）[156]
- 求婚カレシ（北海道文化放送）[157]

### ウェブ（動画）
- バチェロレッテ・ジャパン シーズン1（Amazonプライム・ビデオ）[158]　　※レギュラー
- 浜田ブリトニーのぱねぇ!CH（あっ!とおどろく放送局）[159]
- Musée du ももクロ（テレ朝動画）[160]
- BSフジ『ブレイク前夜～次世代の芸術家たち～』放送200回記念3 芸術家たちのその後SP（YouTube特別版）[161]
- 東京都文化芸術活動支援事業「アートにエールを」 動画作品『 Shadow of the Moon 』

- バチェロレッテジャパン　すぎちゃんの世界（Amazonプライム・ビデオ動画）
- Musée du ももクロ　番外編（後編）（テレ朝動画）
- シネマトゥデイ　対談動画
- アートとビジネスの接合点Automobili Lamborghini ×NewsPicks Studiosコラボレーションイベント（NewsPicks「New Session」）
- WEEKLY OCHIAI（NewsPicks）
- newme×SBI証券　インタビュー動画
- ELLE girl 対談動画
- 「茶湯からおもてなしを学ぶ」THE KYOTO×NewsPicks ACADEMIA『JAPAN MASTER CLASS』第４弾プログラム
- サイサイてれび！『おちゃの娘サイサイ～あいにゃんの恋するアート！～』（テレ朝動画）199回、200回、207回、215回、216回
- 個展開催記念SPインタビュー（ORICON NEWS）
- 個展開催記念一問一答（ORICON NEWS）
- 『バチェロレッテ・ジャパン』配信記念！バチェロレッテレジェンドトーク（Amazonプライム・ビデオ動画）
- DELL XPS 未来ラボ　– episode 5 : 渋谷凪咲×杉田陽平
- 伊勢丹立川店75周年×杉田陽平スペシャルインタビュー（ISETAN伊勢丹公式チャンネル）
- 【西武・そごう】クリスマス2022（西武・そごうチャンネル）
- 【西武・そごう】クリスマス2022　スペシャルムービーvol.1~4（西武・そごうチャンネル）
- 杉田陽平＆中島健太「アート＆デザイン2023大人の芸術祭」対談動画（msb! チャンネル）
- 杉田陽平×HOTSOXスペシャルインタビュー（YouTubeチャンネル・【HOTSOX】公式アカウント）
- 『sasakiasahi』（YouTubeチャンネル）
- 【BSフジ】『ブレイク前夜～次世代の芸術家たち～ 』放映400回記念　世界の舞台にへ向けて　その後の活動（YouTubeチャンネル・ブレイク前夜 . ART . アート）[162]
- 【HOTSOX×文化服装学院】Vol.5プレスリリース記者発表日、プロモーションバトルのキックオフイベント登壇動画（YouTubeチャンネル・【HOTSOX】公式アカウント）
- 浜田ブリトニーのパネェ！子育て妊娠出産（YouTubeチャンネル）
- 『ちゃみチャンネル〜料理研究家の日々〜』（YouTubeチャンネル）
- 『マラチャンネル』（YouTubeチャンネル）
- 『まりなの日常ちゃんねる』（YouTubeチャンネル）
- 『ぽるぽるふぁみりー』（YouTubeチャンネル）
- 『ハイパーダッシュ基地【ミニ四駆】』（YouTubeチャンネル）
- 『あゆねぇです。』（YouTubeチャンネル）
- 『サイコウコウ公式 by BPM128』BPM128（YouTubeチャンネル）
- 『黄皓（コウコウ）』（YouTubeチャンネル）
- 『sae channel』（YouTubeチャンネル）
- 『すとりら　Storira』（YouTubeチャンネル）
- 『アトリエ！山内姉妹』#29#30（Travel TV）[163][164]
- 『［TAKKチャンネル］たっくちゃんねる』（ YouTubeチャンネル）

### ウェブ（記事）
- ホルベイン　ニュース記事[165]

- ダ・ヴィンチニュース　インタビュー記事[166]
- ダ・ヴィンチニュース　インタビュー記事（全10回）連載[167]
- ananweb 対談記事[168]
- Smartlog対談記事（全2回）連載[169][170]
- CLASSY. ONLINE 対談記事（全6回）連載[171]
- telling, インタビュー記事（全2回）連載[172][173]
- MEN’SNON-NO WEB 対談記事（全4回）連載[174]
- さくマガ　インタビュー記事[175]
- 日刊SPA! インタビュー記事[176]
- THE KEYPERSON　インタビュー記事[177]・フォトグラファーのピックアップコラム[178]
- 小説丸　インタビュー記事（全3回）連載[179]
- MITSUKOSHI ISETAN サイト　インタビュー記事
- 美人百花.com インタビュー記事[180]
- Forbes JAPAN 対談記事[181][182]
- Uniqys編集部note インタビュー記事（全2回）連載[183][184]
- ダイソンLighten up your WFH編集部 note インタビュー記事[185]
- 名古屋ドット　インタビュー記事[186]
- 美ST ONLINE インタビュー記事[187]
- ダ・ヴィンチWeb インタビュー記事[188]
- ORICON NEWS インタビュー記事[189][190]
- tree［特別対談］リアル恋侍、恋愛を語る。杉田陽平×柴崎竜人[191]
- 大丸心斎橋店WEBマガジン『DELIGHT JOURNAL』インタビュー記事掲載[192]
- YEBISU BEER TOWN インタビュー記事[193]
- 丸ビル20周年・新丸ビル15周年記念スペシャルコンテンツ　多彩な生き方をしている5人に聞く「わたしの色、描きたい色」vol.04[194][195]
- LIFE MEDIA 【ShortStoryPLUS】「わたしの決断物語~Life My Decision」インタビュー記事[196]
- カーセンサーnet インタビュー記事[197]
- モデルプレス　インタビュー記事[198]

### CM
- 三菱商事アート・ゲート・プログラム

### ラジオ
- 『杉田陽平の気の抜けたソーダとか炭酸とか』（Radiotalk 公式ラジオ）[199]
- 『トータルテンボスのぬきさしならナイト！Season2』（ニッポン放送）[200]
- 『きゃりーぱみゅぱみゅのなんとかぱんぱんラジオ』（全国JFN系29局ネット）[201]
- 『ヱビスビールpresents Color Your Time 』（Tokyo FM Podcasting）[202]
- Adam byGMO presents 坂東工の「OPEN your ART」（TBSラジオ）[203]
- FM大阪　WELFARE group presents それU.K.!! ミライbridge[204]
- amazon music #バチェロレッテ2を語る　～その愛と友情～　Ep1（前編・後編）
- J-WAVE TOKYO MORNING RADIO 「MORNING INSIGHT」[205]
- 『カラフルブーケ』（文化放送）[206]
- 『アトリエ！山内姉妹』（AuDee）[207]

### 雑誌
- 『高等学校教科書』（教育と探求社） - 表紙掲載
- 『芸術新潮 2007年2月号』シェル美術賞2007グランプリ決定（新潮社）
- 『月刊美術 2008年4月号』コレクター必見!!　完売作家33人（実業之日本社）
- 『美術の窓 NO.297』新人大図鑑 画廊が選ぶ注目の新人アーティスト（生活の友社）
- 『ホルベインスカラシップ2009 ACRYLART』（ホルベイン工業）
- 『芸術新潮 2009年2月号』stardust 杉田陽平 絵肌を貼る人（新潮社）[208]
- 『アイエスイーアート オークションカタログ』（ISE ART） - 表紙掲載
- 『月刊ARTcollectors』（生活の友社）[209][210][211][212][213][214][215][216][217][218]
- 『美術手帖』（美術出版社）[219][220]
- 『美術屋・百兵衛 No.43』ギャラリストが選ぶ「旬」なアーティストたち vol.11（麗人社）
- 『BURST Generation Vol.2』（東京キララ社、2019年9月14日）[221]
- 『これやん』STORY　（株式会社BCS、2019年）[222]
- 月刊誌『武蔵美通信7＋8月号』（2020年7月1日）
- 『anan』（マガジンハウス、2020年10月21日、No.2221）
- 『steady.』1月号（宝島社、2020年12月7日）
- 『CLASSY.』2月号（光文社、2020年12月28日）
- 『週刊SPA!』ニッポンを変える100人（扶桑社）
- 『美ST』5月号（光文社、2021年3月17日）
- 『月刊国際商業』6月号（国際商業出版、2021年5月6日）
- 『Hanako』8月号（マガジンハウス、2021年6月28日）
- 中日新聞　名古屋市民版（2021年11月6日）
- 小説『恋侍』柴崎竜人著　巻末特別対談「リアル恋侍、恋愛を語る」収録（講談社、2021年11月17日）
- 『Pen +　暮らし彩る、ヱビスのある時間。』（メディアハウスムック、2022年2月25日）
- 『THE NIKKEI MAGAZINE STYLE』（日本経済新聞社、2022年11月18日）
- 『カーセンサーEDGE』7月号の表紙とポルシェ特集のイラストを担当、インタビュー記事掲載（リクルート、2023年5月26日）[223][224]

## コラボレーション
- TIDE×杉田陽平コラボ商品　ARTIDEマルチコンパクトウォレット（2020年-2021年）
- 三越伊勢丹限定　RIVORA×杉田陽平コラボTシャツ（2021年）
- コレサワ「純愛クローゼット」発売記念　コレサワ×5人のクリエイターとのコラボ企画に参画　「あたしが死んでも」「憂鬱も愛して」「オシロスコープ」３作品の絵画発表(2021年）
- Rinaduce　メンズファッションモデル（2021年）
- 株式会社セキグチ　モンチッチ×杉田陽平コラボ商品 (2021年)
- BMW40周年　オリジナルアートミニカープレゼント参画（2021年）
- ARTIDE第二弾 ウォレットショルダーバッグ （2021年）
- 株式会社メスモ　ジュエリーブランド「YOHEI SUGITA JEWELRY」開設（2021年）
- 西武・そごうeデパート　杉田陽平オリジナルデザインのオーダー傘（2022年）
- HOTSOX×杉田陽平コラボ　デザインソックス「ひまわり」（2023年）[225]
- HOTSOX×EXPO25大阪・関西万博　オリジナルプリントソックス　コラボアーティスト就任（2025年）[226]